# 機動部隊 (映画)
『機動部隊』（きどうぶたい、英:Task Force）は、1949年に公開されたアメリカ合衆国の戦争映画。デルマー・デイヴィス監督の作品で、出演者はゲイリー・クーパー、ジェーン・ワイアット、ウォルター・ブレナンなど。
太平洋戦争におけるアメリカ海軍の活動を描いた作品であり、製作にも軍が協力。海軍船艇や施設、軍保蔵のアーカイブ映像を使用して作られた。

## キャスト
※括弧内は日本語吹替（初回放送1968年4月14日『日曜洋画劇場』）
- ジョナサン・L・スコット：ゲイリー・クーパー（黒沢良）
- メアリー・モーガン：ジェーン・ワイアット（山崎左度子）
- ピート・リチャード少佐：ウォルター・ブレナン（槐柳二）
- マッキニー：ウェイン・モーリス（緑川稔）
- バーバラ・マッキンニー：ジュリー・ロンドン（加藤みどり）
- クラレンス・マクラスキー少将：ブルース・ベネット
- ジョセフ・M・リーブス提督：ジャック・ホルト
- ラジオアナウンサー：エドモンド・オブライエン[3]

## スタッフ
- 監督・脚本：デルマー・デイヴィス
- 製作：デルマー・デイヴィス、ジェリー・ウォルド
- 撮影：ロバート・バークス、ウィルフリッド・M・クライン
- 航空撮影：ポール・マンツ
- 音楽：フランツ・ワックスマン

## 製作
当初は、ロバート・モンゴメリーが主役に考えられていた。 
映画内では、実際にボーイング B-17 フライングフォートレスなどの航空機が使用。ただし、零式艦上戦闘機は入手できなかったため代わりにカーチス P-36 ホークが使用された。